# Giro di Romagna 1911
Il Giro di Romagna 1911, seconda edizione della corsa, si svolse il 30 aprile 1911 su un percorso di 337 km. A causa della lunghezza del percorso, la partenza fu fissata alle 5 del mattino. 
Rispetto all'anno prima il percorso venne rivoluzionato. Se nel 1910 si era percorsa la via Emilia prima della Strada Adriatica, questa volta si fece l'inverso. Quindi l'Adriatica venne percorsa da Ravenna a Rimini e la via Emilia da Santarcangelo in direzione di Imola. Questa modifica divenne definitiva.

Un'altra novità fu il Monte Trebbio, che venne scalato per la prima volta. L'asperità della salita fu perfetta per fare selezione: il monte Trebbio entrò nel percorso definitivo della corsa. In questa edizione furono tre le salite: Monte Titano, Monte Trebbio e Monticino di Brisighella. Dall'edizione successiva si preferì confermare invece due salite.
L'iscritto più noto era il francese Lucien Petit-Breton, vincitore della prima Milano-Sanremo e di due Tour de France. Luigi Ganna, dopo il quarto posto del 1910, cercò la rivincita. Petit-Breton e Ganna si ritirarono dopo San Marino, a causa di diverse forature. La vittoria fu appannaggio dell'italiano Giovanni Micheletto, che completò il percorso in 12h59'00", precedendo i connazionali Pierino Albini e Giovanni Rossignoli.
I corridori che tagliarono il traguardo di Lugo furono 20.

## Ordine d'arrivo (primi 10)
| Pos. | Corridore           | Squadra       | Tempo     |
| ---- | ------------------- | ------------- | --------- |
| 1    | Giovanni Micheletto | -             | 12h59'00" |
| 2    | Pierino Albini      | Atala         | s.t.      |
| 3    | Giovanni Rossignoli | Bianchi       | s.t.      |
| 4    | Henri Lignon        | Alcyon-Dunlop | s.t.      |
| 5    | Clemente Canepari   | Legnano       | s.t.      |
| 6    | Ezio Corlaita       | Senior-Polack | a 6'00"   |
| 7    | Ugo Agostoni        | Atala         | a 12'00"  |
| 8    | Alfredo Sivocci     | Senior-Polack | a 14'00"  |
| 9    | Aldo Benassi        | -             | s.t.      |
| 10   | Giovanni Cocchi     | Legnano       | a 31'00"  |